# Caterina Benedetti
Caterina „Cati“ Benedetti Gorga (* 15. Mai 2000 in Buenos Aires) ist eine argentinische Handballspielerin, die sowohl in der Halle als auch in der Variante Beachhandball erfolgreich ist. Sie spielt auf der Position Rechtsaußen, im Beachhandball alternativ auch als Specialist.
Benedetti lebt in ihrem Geburtsort Buenos Aires. Sie hat die Deutsche Schule in Lanús besucht und studiert Rechtswissenschaften.

## Hallenhandball

### Vereinsebene
Caterina Benedetti spielte zunächst für Sociedad Escolar y Deportiva Alemana Lanús Oeste (S.E.D.A.L.O), einem Verein, in dem neben ihr zeitgleich auch Zoe Turnes ausgebildet wurde. 2021 wechselte Benedetti wie auch ihre langjährige Teamkameradin Fiorella Corimberto in die erste spanische Liga.

### Nationalmannschaft
Benedetti ist Junioren-Nationalspielerin der argentinischen Handball-Nationalmannschaft. Bei den Panamerikanischen Juniorinnenmeisterschaften 2018 in Buenos Aires gewann sie nach Siegen gegen Uruguay, Peru und Paraguay sowie Niederlagen gegen Brasilien und Chile die Bronzemedaille. Benedetti war gegen Uruguay (mit Zoe Turnes, je 5), Brasilien und Chile (je 6) erfolgreichste Torschützin ihrer Mannschaft.
Bei den Panamerikanischen Jugendspielen 2021 gewann Benedetti mit der argentinischen U21 die Goldmedaille. Anschließend wurde sie in den erweiterten Kader der Argentinischen A-Nationalmannschaft für die Handball-Weltmeisterschaft der Frauen 2021 berufen, schaffte es aber nicht in den endgültigen Kader.

## Beachhandball

### Nationalmannschaften

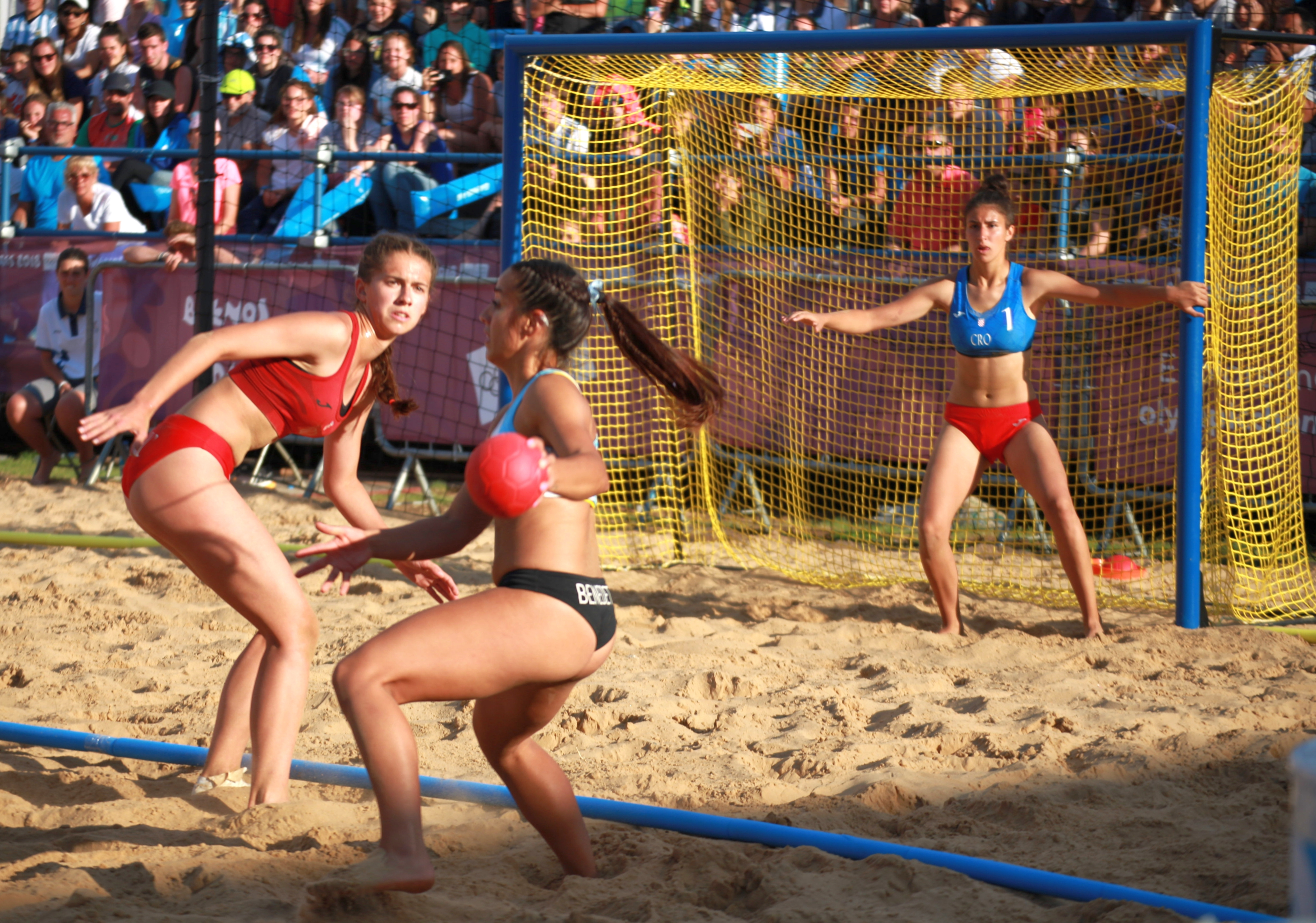
Benedetti (in blau/weiß und schwarz) bei einem Angriff im Finale der Olympischen Jugendspiele gegen Rea Banić und Torhüterin Petra Lovrenčević von Kroatien

Benedetti gehörte zunächst der Juniorennationalmannschaft Argentiniens im Beachhandball an. Mit dieser nahm sie an den erstmals ausgetragenen Panamerikanischen Beachhandball-Juniorenmeisterschaften 2017 (U 17) teil und gewann mit ihrer Mannschaft den Titel. Es war zugleich die Qualifikation für die Beachhandball-Juniorenweltmeisterschaften 2017 in Flic-en-Flac auf Mauritius. Mit ihrer Mannschaft schlug sie dort in der Vorrunde Paraguay und Kroatien, unterlag jedoch Ungarn. In der Hauptrunde schlug Argentinien Taiwan, unterlag dann den Niederlanden. Als Hauptrundendritte zog sie mit Argentinien in die Viertelfinals ein, wo zunächst China besiegt wurde. Im Halbfinale unterlag man erneut den Niederlanden, im Spiel um den dritten Rang gelang ein Sieg über Portugal und damit der Gewinn der Bronzemedaille. Ein Jahr später waren die Olympischen Jugend-Sommerspiele 2018 in ihrer Heimat Buenos Aires der Saisonhöhepunkt. Beachhandball ersetzte erstmals Hallenhandball und war erstmals überhaupt olympisch. In der Vorrunde schlug man die Mannschaften aus der Türkei, aus Paraguay, Venezuela und Hongkong. Einzig das letzte Gruppenspiel, erneut gegen die Niederlande, ging verloren. Waren die Spiele in der Vorrunde immer eindeutige Angelegenheiten, wurden sie in der Hauptrunde enger, alle drei Spiele gingen ins Shootout. Nachdem man Kroatien geschlagen hatte, unterlag man dem Team aus Ungarn und gewann danach denkbar knapp gegen Taiwan. Als drittplatziertes Team der Hauptrunde traf man auf einen der beiden Angstgegner Ungarn. Obwohl die Ungarinnen in der Addition sogar einen Punkt mehr erzielt hatten, gewannen die Argentinierinnen ein hart umkämpftes Spiel glücklich im Shootout. Im Finale trafen die Argentinierinnen erneut auf Kroatien und besiegten diese mit 2-0 Sätzen. Benedetti gewann somit mit Argentinien die erste olympische Goldmedaille im Beachhandball.

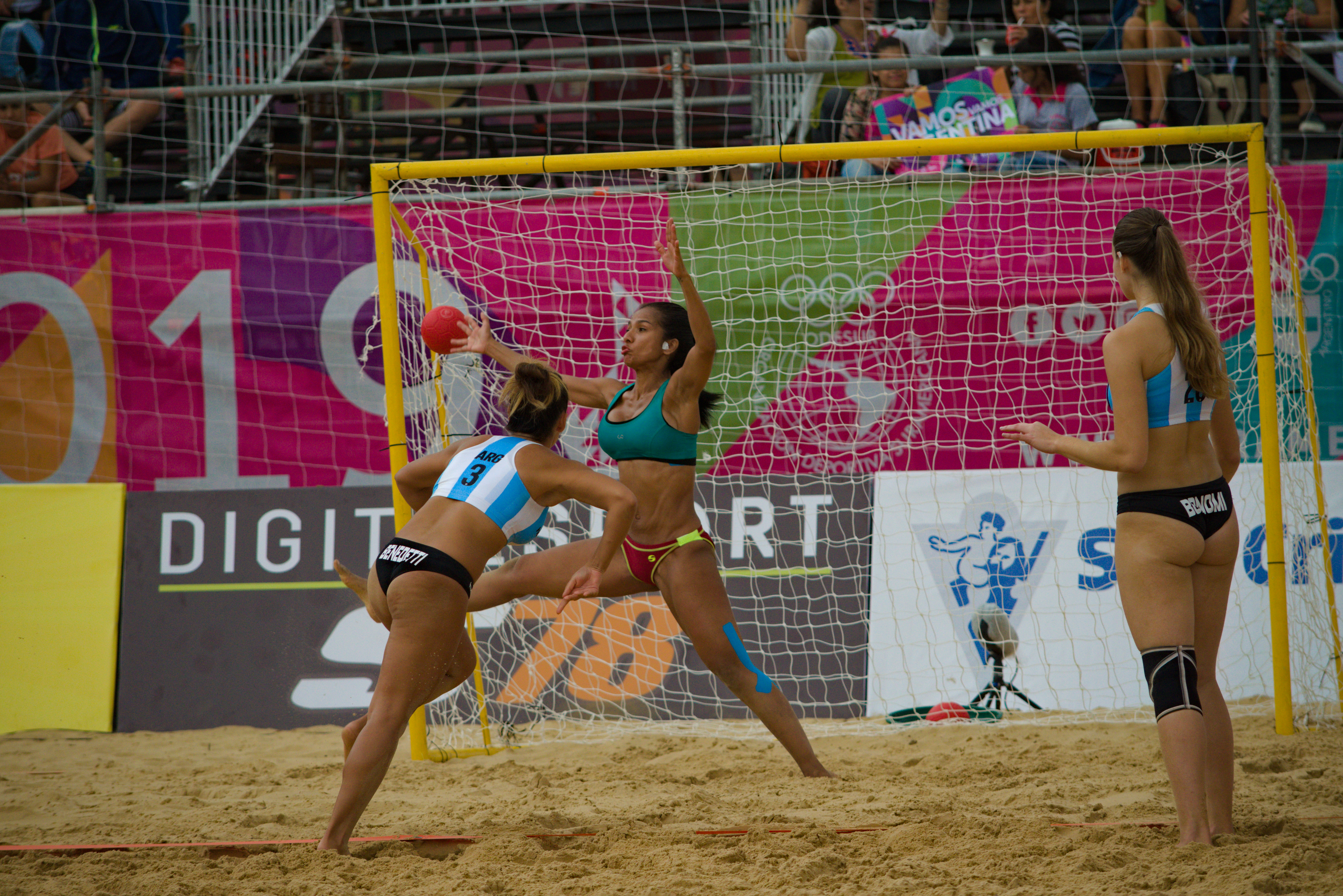
Benedetti beim Torwurf im Halbfinalspiel gegen Venezuela der South American Beach Games 2019

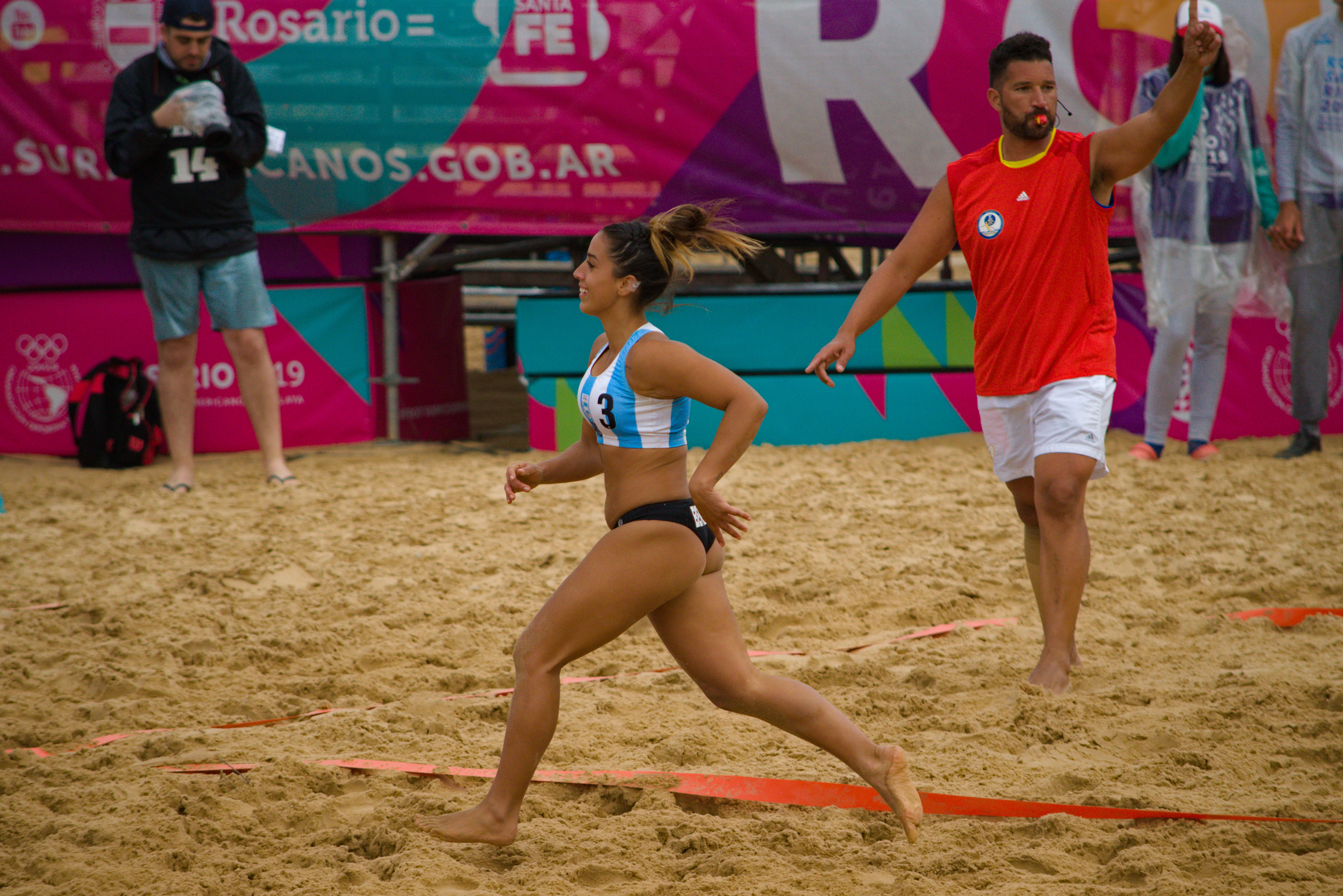
Benedetti im Finale der South American Beach Games 2019

Anschließend rückte Benedetti gemeinsam mit ihren langjährigen Mitstreiterinnen in der Juniorinnen-Nationalmannschaft Carolina Ponce, Zoe Turnes, Fiorella Corimberto und Gisella Bonomi in die Beachhandball-A-Nationalmannschaft Argentiniens auf. Erste internationale Meisterschaften wurden die South American Beach Games 2019 in Rosario. In der Vorrunde wurden Paraguay, Chile und Peru geschlagen und die Argentinierinnen gingen als Tabellenerste ins Halbfinale. Dort wurde Venezuela mit 2-0 besiegt. Im Finale traf man mit Brasilien auf eine der stärksten Mannschaften der Welt. Das Finale war hart umkämpft und ging bis in den Shootout. Dort konnte sich Argentinien durchsetzen, Benedetti traf den Spiel- und damit das Turnier entscheidenden Penalty. Es war ihr erster internationaler Titel bei den Frauen. Im weiteren Jahresverlauf gehörte Benedetti auch dem Kader Argentiniens für die Süd- und Mittelamerikanischen Beachhandballmeisterschaften 2019 in Maricá in Brasilien an. Mit Gisella Bonomi, Fiorella Corimberto, Lucila Balsas und Zoe Turnes rekrutierte sich das Team erneut zur Hälfte aus Spielerinnen die bei den Olympischen Jugendspielen Gold gewonnen hatten. In der Qualifikationsrunde wurden die Vertretungen aus Paraguay und Chile geschlagen, gegen die Mannschaften Uruguays und der Gastgeber verlor das argentinische Team. Als dritter der Qualifizierungsrunde erreichte man das Halbfinale, in dem Uruguay dieses Mal im Shootout geschlagen wurde. Im Finale unterlag man Brasilien klar, qualifizierte sich damit aber für die World Beach Games 2019 in Katar, da Brasilien schon aufgrund der Platzierung bei der letzten Weltmeisterschaft qualifiziert war. Benedetti nahm an den World Beach Games, bei denen Argentinien den sechsten Rang belegte, nicht teil.

### Verein
Im Februar 2019 gewann Benedetti mit ihrer Mannschaft ACHA de Mar del Plata, zu der auch alle übrigen Goldmedaillengewinnerinnen der Olympischen Jugendspiele, Gisella Bonomi, Rosario Soto, Carolina Ponce, Fiorella Corimberto, Lucila Balsas, Belén Aizen, Zoe Turnes und Jimena Riadigos gehörten, den Titel bei der erstmals ausgetragenen argentinischen Beachhandball-Sommertour. Trainiert wurden sie von ihrer Trainerin in den argentinischen U-Nationalmannschaften Leticia Brunati. Gemeinsam mit ihren Nationalmannschaftskolleginnen Agustina Mamet, María Florencia Allende, Soto, Balsas, Turnes sowie den Schwestern Fiorella und Micaela Corimberto gewann sie im Januar 2020 den IFES Fly Summer Cup in Montevideo.
Nach dem Wechsel nach Spanien 2021 spielt Benedetti für den europäischen Spitzenverein Club Balonmano Playa Ciudad de Málaga. Bei den spanischen Meisterschaften 2021 belegte sie mit ihrer Mannschaft den dritten Platz.

## Erfolge
| South American Beach Games - 2019: Süd- und Mittelamerikanische Beachhandballmeisterschaften - 2019: Olympische Jugendspiele - 2018: Beachhandball-Juniorenweltmeisterschaften - 2017: Panamerikanische Beachhandball-Juniorenmeisterschaften - 2017: | Panamerikanische Jugendspiele - 2021: Panamerikanischen Handball-Juniorinnenmeisterschaften - 2018: Argentinische Beachhandball-Sommertour - 2019: IFES Fly Summer Cup - 2019: |